# 第37回菊花賞
第37回菊花賞（だい37かいきっかしょう）は、1976年11月14日に京都競馬場で施行された競馬の競走である。当時条件戦を勝ったばかりのグリーングラスが勝利し、「TTG」と呼ばれた三強時代の幕開けのレースとなった。
- 馬齢は当時使用されていた旧表記（数え年）にて表記。

## レース施行時の状況
同年の牡馬クラシックは無敗の関西馬・テンポイントに注目が集まり、一方の関東馬では同じく無敗のトウショウボーイが頭角を現し、第36回皐月賞で両者が初めて激突。しかし、トウショウボーイが先行策から最後の直線半ばで抜け出し、テンポイントに5馬身差を付ける独壇場となり圧勝。続く第43回東京優駿（日本ダービー）もトウショウボーイとテンポイントに人気が集まったが、道中で押し出されるように先頭に立ち、余裕の手応えで4コーナーを回ったトウショウボーイを直線入り口でクライムカイザーが交わし、態勢を立て直して追走するトウショウボーイを1馬身半差退けて優勝。テンポイントは故障もあって7着に終わった。ダービー後もトウショウボーイとクライムカイザーの対決は続き、札幌記念に出走。トウショウボーイの巻き返しが期待されたが、出遅れが響いてグレートセイカンに僅差の2着、クライムカイザーは離れた3着であった。この一件で主戦騎手の池上昌弘が降板し、秋の菊花賞に向けては当時「天才」の名をほしいままにした福永洋一に手綱が任された。トウショウボーイとクライムカイザーはトライアルの神戸新聞杯・京都新聞杯で争うが、いずれもトウショウボーイがクライムカイザーを下した。トウショウボーイが単勝1.8倍と抜けた1番人気に支持され、クライムカイザーは2番人気。この2頭が史上初の2頭同時単枠指定を受け、場外発売の小倉競馬場でこの2頭の組み合わせ1点を3000万円余も買った人がいたことが話題になった。テンポイントもこの2頭に遅れて復帰し、古馬と初対戦の京都大賞典で3着と復活の気配を見せ、3番人気であった。
この後はイットーの半弟でセントライト記念制覇のニッポーキング、夏の新潟記念は11番人気で2着→京王杯AHで最下位人気ながら古馬を一蹴→セントライト記念でもニッポーキングの3着に入った抽選馬のライバフット、ダービー4着・日本短波賞・セントライト記念2着で武邦彦が騎乗するフェアスポート、京都大賞典で古馬やテンポイントを破ったパッシングベンチャ、ムーンライトHを勝った「西の新星」ホクトボーイ、北九州記念・小倉記念連勝の小倉巧者・ミヤジマレンゴと続いた。
一方のグリーングラスは、菊花賞の3週間前に行われた鹿島灘特別（900万下）でようやく3勝目を挙げたばかりであり、獲得賞金順で21頭中21番目、回避馬による繰り上がりで滑り込みの出走となった。鞍上の安田富男は菊花賞と同じ日に東京で主戦を務めてきたプレストウコウが特別レースに出走を予定していたが、二者択一を迫られた末にグリーングラスを選んだ。まだ出走が確定していない4日前の11月10日には自宅に友人知人10数人を集め、部屋には色とりどりの菊花が飾られたほか、築地から魚を仕入れて板前も呼び、菊花賞の前祝いでどんちゃん騒ぎをやった。グリーングラスは安田が京都初騎乗ということもあり、単勝71.1倍の12番人気に過ぎなかった。しかし、2戦目と3戦目の勝利が共に重馬場での勝利であり、その2戦で手綱を取っていた安田は、前日夜半にかなり降った雨による馬場の悪化に密かな希望を抱く。本番当日の早朝に自らの足で芝コースを歩いて緩み具合を確認し、競馬開始後は関係者席から各レースの馬や騎手の動きを凝視した。

### トライアルの結果
第24回神戸新聞杯
| 着順 | 競走馬名         | 性齢 | 騎手     | タイム | 着差  |
| ---- | ---------------- | ---- | -------- | ------ | ----- |
| 1    | トウショウボーイ | 牡4  | 福永洋一 | 1.58.9 |       |
| 2    | クライムカイザー | 牡4  | 加賀武見 | 1.59.7 | 5馬身 |
| 3    | サンダイモン     | 牡4  | 稲部和久 | 2.00.2 | 3馬身 |

第30回セントライト記念
| 着順 | 競走馬名       | 性齢 | 騎手     | タイム | 着差    |
| ---- | -------------- | ---- | -------- | ------ | ------- |
| 1    | ニッポーキング | 牡4  | 郷原洋行 | 2.27.8 |         |
| 2    | フェアスポート | 牡4  | 嶋田潤   | 2.28.1 | 2馬身   |
| 3    | ライバフット   | 牡4  | 中島啓之 | 2.28.2 | 1/2馬身 |

第24回京都新聞杯
| 着順 | 競走馬名         | 性齢 | 騎手     | タイム | 着差      |
| ---- | ---------------- | ---- | -------- | ------ | --------- |
| 1    | トウショウボーイ | 牡4  | 福永洋一 | 2.02.2 |           |
| 2    | クライムカイザー | 牡4  | 加賀武見 | 2.02.3 | 1/2馬身   |
| 3    | ミヤジマレンゴ   | 牡4  | 武田悟   | 2.02.5 | 1.1/2馬身 |

## 出走馬と枠順
芝3000メートル 天候・曇 馬場状態・重
| 枠番 | 馬番 | 競走馬名           | 性齢 | 騎手       | オッズ | 人気 | 調教師     |
| ---- | ---- | ------------------ | ---- | ---------- | ------ | ---- | ---------- |
| 1    | 1    | タニノレオ         | 牡4  | 小谷内秀夫 | 78.5   | 13人 | 戸山為夫   |
| 1    | 2    | キングラナーク     | 牡4  | 岩元市三   | 384.4  | 21人 | 布施正     |
| 1    | 3    | ホクトボーイ       | 牡4  | 久保敏文   | 38.6   | 8人  | 久保道雄   |
| 2    | 4    | ニッポーキング     | 牡4  | 郷原洋行   | 19.0   | 4人  | 久保田金造 |
| 2    | 5    | フェアスポート     | 牡4  | 武邦彦     | 23.4   | 6人  | 藤本冨良   |
| 2    | 6    | ライバフット       | 牡4  | 中島啓之   | 22.6   | 5人  | 奥平真治   |
| 3    | 7    | トウショウボーイ   | 牡4  | 福永洋一   | 1.8    | 1人  | 保田隆芳   |
| 4    | 8    | クライムカイザー   | 牡4  | 加賀武見   | 5.6    | 2人  | 佐藤嘉秋   |
| 5    | 9    | トウカンタケシバ   | 牡4  | 清水英次   | 57.7   | 10人 | 浅野武志   |
| 5    | 10   | ケイシュウフォード | 牡4  | 柴田政人   | 62.4   | 11人 | 日迫清     |
| 5    | 11   | グリーングラス     | 牡4  | 安田富男   | 71.1   | 12人 | 中野隆良   |
| 6    | 12   | ハマノクラウド     | 牡4  | 小島貞博   | 194.2  | 17人 | 戸山為夫   |
| 6    | 13   | テンポイント       | 牡4  | 鹿戸明     | 13.4   | 3人  | 小川佐助   |
| 6    | 14   | タニノルーラー     | 牡4  | 鶴留明雄   | 329.0  | 20人 | 戸山為夫   |
| 7    | 15   | サンダイモン       | 牡4  | 稲部和久   | 78.8   | 14人 | 諏訪佐市   |
| 7    | 16   | パッシングベンチャ | 牡4  | 小野幸治   | 35.0   | 7人  | 小林稔     |
| 7    | 17   | フジノタイカイ     | 牡4  | 清水出美   | 233.1  | 18人 | 星川泉士   |
| 8    | 18   | コーヨーチカラ     | 牡4  | 高橋成忠   | 110.6  | 15人 | 田中良平   |
| 8    | 19   | バンブーホマレ     | 牡4  | 佐藤正雄   | 156.2  | 16人 | 松田正弘   |
| 8    | 20   | ミヤジマレンゴ     | 牡4  | 武田悟     | 52.9   | 9人  | 夏村辰男   |
| 8    | 21   | センターグッド     | 牡4  | 西浦勝一   | 238.7  | 19人 | 田所稔     |

## レース展開
トウショウボーイとテンポイントが好スタートを切り、押し出されるように先頭、2番手で場内が沸く。外からバンブーホマレとセンターグッドの8枠2頭が行き、トウショウボーイとテンポイントはすぐさま下げる。前に馬を置いて、トウショウボーイが絶好の展開に持ち込んだかに見えたが、テンポイント騎乗の鹿戸明がぴったりと貼りついた。グリーングラスは11番枠からのスタートであったが、1周目の4コーナーでは早くも内ラチ沿いの6、7番手に潜り込むと、道中も好位のインをキープ。対して三強は互いの位置を確認し合いながらの心理戦を繰り広げ、2周目の3コーナーの坂で馬群の外めへ持ち出して動き出す。先に先頭に立ったのはトウショウボーイで、すかさずテンポイントが続き、後方からクライムカイザーが上がりを見せ、4コーナーでは三強が雁行状態となる。最後の直線ではテンポイントがトウショウボーイを交わして最後の一冠を手にすると思われた瞬間、グリーングラスが直線半ばからインコースをするすると伸びて捕らえると、テンポイントに2馬身の差を付けて優勝。テンポイントは内に目標を切り替え、懸命の追撃も叶わなかった。トウショウボーイは必死に粘って5馬身差の3着、クライムカイザーはタニノレオと同着の5着に敗れた。

## 競走結果
| 着順 | 枠番 | 馬番 | 競走馬名           | タイム | 着差      |
| ---- | ---- | ---- | ------------------ | ------ | --------- |
| 1    | 5    | 11   | グリーングラス     | 3.09.9 |           |
| 2    | 6    | 13   | テンポイント       | 3.10.3 | 2.1/2馬身 |
| 3    | 3    | 7    | トウショウボーイ   | 3.10.7 | 2.1/2馬身 |
| 4    | 8    | 18   | コーヨーチカラ     | 3.10.7 | アタマ    |
| 5    | 1    | 1    | タニノレオ         | 3.10.8 | 1/2馬身   |
| 5    | 4    | 8    | クライムカイザー   | 3.10.8 | 1/2馬身   |
| 7    | 7    | 15   | サンダイモン       | 3.11.6 | 5馬身     |
| 8    | 7    | 17   | フジノタイカイ     | 3.11.7 | アタマ    |
| 9    | 7    | 16   | パッシングベンチャ | 3.11.7 | アタマ    |
| 10   | 5    | 10   | ケイシュウフォード | 3.11.8 | アタマ    |
| 11   | 2    | 6    | ライバフット       | 3.11.8 | アタマ    |
| 12   | 6    | 12   | ハマノクラウド     | 3.11.9 | アタマ    |
| 13   | 2    | 4    | ニッポーキング     | 3.11.9 | ハナ      |
| 14   | 5    | 9    | トウカンタケシバ   | 3.12.1 | 1.1/4馬身 |
| 15   | 8    | 19   | バンブーホマレ     | 3.12.1 | アタマ    |
| 16   | 8    | 20   | ミヤジマレンゴ     | 3.12.2 | アタマ    |
| 17   | 1    | 3    | ホクトボーイ       | 3.12.6 | 2.1/2馬身 |
| 18   | 1    | 2    | キングラナーク     | 3.13.3 | 4馬身     |
| 19   | 2    | 5    | フェアスポート     | 3.15.2 | 大差      |
| 20   | 6    | 14   | タニノルーラー     | 3.15.4 | 1.1/4馬身 |
| 21   | 8    | 21   | センターグッド     | 3.15.5 | 1/2馬身   |

| 単勝式   | 11  | 5250円 |
| 複勝式   | 11  | 520円  |
| 複勝式   | 13  | 300円  |
| 複勝式   | 7   | 130円  |
| 連勝複式 | 5-6 | 8030円 |

## エピソード

### 競走にまつわるエピソード
- 場内の観衆は黒鹿毛な大柄な馬体に名前と同じ緑色のメンコをつけたグリーングラスが勝つのを見て言葉を失ったが、後に「遅れてきた青年」と呼んだ。レース後、グリーングラスの勝利をフロック視する声に対して、栗東・武田文吾調教師は「空を飛ぶような末足だった」とこれを否定している。
- この菊花賞はTTGが初めて顔を揃えたレースでもあり、三強時代の幕開けと言えるレースとなった。鞍上の安田はクラシック初騎乗で初勝利と言う偉業を達成し、生涯唯一のGI級レース・八大競走制覇となったほか、後にJRA全場重賞制覇を達成した安田にとって、これが唯一の京都での重賞勝ちでもあった。
- グリーングラスの単勝5250円は2020年現在でも菊花賞の単勝最高払い戻し金額であり、枠連は8030円と大波乱であった。
- グリーングラスは第21回有馬記念に予備登録すらしておらず、菊花賞が4歳最後のレースとなった。

### その他
- 本レースのテレビ・ラジオ放送の実況担当者は、以下の通り。
  - 日本放送協会：草野仁（当時・大阪局勤務）
  - 日本短波放送：北野守
  - ラジオ日本：樋口忠正
  - 関西テレビ：杉本清

### 関連資料
- VHSビデオ「不滅の名馬テンポイント」（ポニーキャニオン。1980年代に製作）
- レコード「杉本清 テンポイント名勝負物語」（CBSソニー。1987年発売）
  - このレースの本馬場入場とレース実況が収録されている。